# Lacmellea zamorae
Lacmellea zamorae är en oleanderväxtart som beskrevs av J.F Morales. Lacmellea zamorae ingår i släktet Lacmellea och familjen oleanderväxter. Inga underarter finns listade i Catalogue of Life.